# Донный лёд
Донный лёд — скопление масс льда рыхлого губчатого строения на дне естественных водотоков, обычно перед началом ледохода. Донный лёд образуется фактически на всех замерзающих реках Азии, Европы, Северной и Южной Америки. Районы, где донный лёд формируется постоянно, установлены  в Азовском, Балтийском морях, у берегов Гренландии, Ньюфаундленда,  Лабрадора, Шпицбергена.  Каждый год в Антарктиде этот лёд устилает дно и прибрежные скалы на глубинах до 30 м.

## История изучения донного льда
Накопление данных наблюдений позволило установить, что:
- донный лёд образуется в условиях быстрого течения реки, например, на порожистых участках
- образование донного льда происходит до момента установления на реке сплошного ледяного покрова

Гипотеза  Гей-Люссака.
Одна из первых попыток теоретического объяснения причин образования донного льда принадлежит физику Гей-Люссаку. Он считал, что лёд на дне образуется от смерзания между собой и со дном реки ледяных кристалликов, образовавшихся на поверхности воды и унесённых в глубь потока поперечным течением (вертикальными составляющими скоростей). Постепенное намерзание ледяных кристаллов приводит к образованию масс губчатого льда, который затем всплывает на поверхность, когда его подъёмная сила оказывается больше, чем существующая сила сцепления.
Гипотезу Гей-Люссака более детально разработал и углубил на основании своих опытов, проведённых на р. Неве и в полевой лаборатории, В.М. Лохтин. Считая, что ледяные кристаллы могут образовываться лишь на поверхности воды и затем вследствие перемешивания всей массы потока распространяются по всему сечению, Лохтин ввел понятие ледяного наноса. Ледяной нанос, по Лохтину, имеется во всех точках живого сечения реки, но лишь те кристаллы, которые зацепились за выступ дна, являются центрами дальнейшей кристаллизации. Вокруг этих центров происходит дальнейшее нарастание губчатого донного льда. И по гипотезе Гей-Люссака, и по гипотезе Лохтина образование ледяных наносов происходит лишь в условиях переохлаждения всей массы потока.
Ошибочность обеих точек зрения доказал профессор В. Я. Альтберг.  Проведя лабораторные и полевые исследования,  он «доказал, что возникновение и рост внутриводных ледяных частиц возможен лишь на взвешенных в жидкости пылинках либо на погруженных в воду телах». При этом важным фактором являются  «условия переохлаждения жидкости и активного отвода скрытой теплоты льдообразования» . Однако все предложенные точки зрения на механизм формирования донного льда вступали в  противоречие с основными законами физики. Исключение составила гипотеза, автором которой был географ М. Э. Аджиев. По его мнению, донный лёд представляет собой замороженную тяжёлую воду. По мнению,  мерзлотоведа Алексеева В. Р.  исследования  Аджиева позволяют  снять «почти все имеющиеся вопросы» и ставят перед необходимостью проведения специальных работ в этом направлении.

## Практическое значение
Донному льду посвящены многочисленные научные публикации. Основные вопросы, которые обсуждаются в этих работах, связаны с проблемами, вызванными донным льдом при работе гидротехнических сооружений, водного транспорта и при подлёдном лове рыбы. Вследствие всплывания донного льда образующиеся массы внутриводного льда могут оказывать существенное влияние на работу гидротехнических сооружений, вызывая закупорку водозаборных сооружений, уменьшение напора силовых установок, закупорку льдом решеток турбин и пр.